# Lengua heredada
Una lengua heredada es una lengua minoritaria aprendida por sus hablantes en casa desde la infancia, pero nunca se desarrolla completamente porque sus hablantes crecen con una lenguaje dominante en el que se vuelven más competentes. Polinsky y Kagan lo etiquetan como un continuo que abarca desde hablantes con fluidez hasta personas que apenas hablan el idioma de casa. En algunos países o culturas en los que determinan la lengua materna de cada persona por el grupo étnico, un idioma de herencia estaría vinculado al idioma nativo.
El término también puede referirse al idioma de la familia o comunidad de una persona que la persona no habla o entiende, sino que se identifica culturalmente con ella.

## Definiciones y uso
"Idioma por herencia" es el término utilizado para describir un idioma que es predominantemente hablado de forma "no societal" por grupos y minorías lingüísticas.
En varios campos, como la enseñanza de lenguas extranjeras y la lingüística, las definiciones de lenguaje patrimonial se vuelven más específicas y divergentes. En la educación de un idioma extranjero, el idioma del patrimonio se define en términos de la educación del estudiante y la competencia funcional en el idioma: un estudiante criado en un hogar donde se habla un idioma no mayoritario es un hablante patrimonial de ese idioma si posee algún dominio en eso. Según esta definición, las personas que tienen alguna conexión cultural con el idioma pero no lo hablan no se consideran estudiantes de patrimonio. Esta definición restringida se hizo popular a mediados de la década de 1990 con la publicación de Estándares para el aprendizaje de idiomas extranjeros por el Consejo Estadounidense de Enseñanza de Lenguas Extranjeras (en inglés).
Entre los lingüistas, el lenguaje del patrimonio es un lenguaje del estado final que se define en función del orden temporal de adquisición y, a menudo, del dominio del idioma en el individuo. Un hablante de herencia adquiere el idioma de herencia como su primer idioma a través de un aporte natural en el entorno del hogar y adquiere el lenguaje de la mayoría como un segundo idioma, generalmente cuando comienza la escuela y habla sobre diferentes temas con las personas en la escuela, o mediante la exposición a través de los medios (textos escritos, Internet, cultura popular, etc.). A medida que disminuye la exposición al idioma del patrimonio y aumenta la exposición al idioma mayoritario, el idioma mayoritario se convierte en el idioma dominante del individuo y la adquisición de los cambios en el lenguaje del patrimonio. Los resultados de estos cambios se pueden ver en la divergencia del lenguaje del patrimonio de las normas monolingües en las áreas de fonología, conocimiento léxico (conocimiento de vocabulario o palabras), morfología, sintaxis, semántica y cambio de código, aunque el dominio del idioma de herencia puede variar desde habilidades puramente receptivas en solo lenguaje hablado informal a fluidez nativa.

### Controversia en la definición
Como afirman Polinsky y Kagan: "La definición de un hablante de herencia en general y para idiomas específicos sigue siendo debatida. El debate es de particular importancia en idiomas tales como chino, árabe, e idiomas de India y Filipinas, donde los hablantes de múltiples idiomas o dialectos se consideran hablantes de herencia de un solo idioma estándar que se enseña por razones geográficas, culturales o de otra índole (chino mandarín, árabe clásico, hindi o tágalo, respectivamente)."
Una idea que prevalece en la literatura es que los idiomas heredados incluyen lenguas indígenas que a menudo están en peligro ... así como los idiomas mundiales que se hablan comúnmente en muchas otras regiones del mundo (español en los Estados Unidos, árabe en Francia,...)". Sin embargo, esa vista no se comparte en todo el mundo. En Canadá, por ejemplo, las lenguas indígenas no están clasificadas como lenguas heredadas.

Porcentaje de hablantes de español en Estados Unidos en 2010.

La etiqueta heredado se otorga a un idioma basado principalmente en el estado social de sus hablantes y no necesariamente en cualquier propiedad lingüística. Por lo tanto, aunque el español suele ser el segundo en términos de idiomas más hablados como lengua materna y tiene estatus oficial en varios países, se considera un idioma de herencia en los Estados Unidos con dominio inglés. Fuera de los Estados Unidos, las definiciones y el uso del idioma de herencia varían.
Los hablantes del mismo idioma de herencia que se crio en la misma comunidad pueden diferir significativamente en términos de sus habilidades lingüísticas, y aun así ser considerados hablantes de herencia bajo esta definición. Algunos hablantes de herencia pueden ser muy competentes en el idioma en cuestión, poseer varios registros, mientras que otros hablantes de herencia pueden ser capaces de entender el idioma pero no hablarlo. Otras personas que simplemente tienen una conexión cultural con un idioma minoritario pero no lo hablan pueden considerarlo como su idioma de herencia. Algunos sostienen que la propiedad no necesariamente depende del usuario: "Algunos aborígenes distinguen entre el usuario y la propiedad. Incluso hay quienes afirman poseer un idioma, aunque solo conocen una palabra: el nombre".

## Competencia en lenguajes de herencia
Los aprendices de lengua heredada tienen un dominio fluido del idioma dominante y se sienten cómodos utilizándolo en entornos formales, debido a su exposición al idioma a través de educación formal. Su dominio del idioma de herencia, sin embargo, varía ampliamente. Algunos estudiantes de herencia pueden perder cierta fluidez en el primer idioma después de comenzar la educación formal en el idioma dominante. Otros pueden usar el idioma del patrimonio sistemáticamente en el hogar y con la familia, pero reciben capacitación mínima o nula en el idioma de herencia y, por lo tanto, pueden tener dificultades con las habilidades de lectoescritura o usarlas en entornos más amplios fuera del hogar. Un factor adicional que afecta la adquisición del alumno, es si él o ella muestra voluntad o renuencia a aprender el idioma del patrimonio.
Un factor que se ha demostrado que influye en la pérdida de fluidez en el lenguaje del patrimonio es la edad. Los estudios han demostrado que los niños bilingües más jóvenes son más susceptibles a la pérdida de fluidez que los niños bilingües mayores. Cuanto más viejo es el niño cuando se introduce el idioma dominante, es menos probable que pierda la capacidad de usar su primer idioma (el idioma de herencia). Esto se debe a que cuanto mayor es el niño, mayor será la exposición y el conocimiento del uso que el niño habrá tenido con el idioma del patrimonio, y por lo tanto, el idioma del patrimonio seguirá siendo su idioma principal. Los investigadores encontraron que este fenómeno trata principalmente con la red de memoria de un individuo. Una vez que se organiza una red de memoria, es difícil para el cerebro reorganizar la información en contra de la información inicial, porque la información anterior se procesó primero. Este fenómeno se convierte en una lucha para los adultos que están tratando de aprender un idioma diferente. Una vez que un individuo ha aprendido un idioma con fluidez, estarán fuertemente influenciados por las reglas gramaticales y las pronunciaciones de su primer idioma que aprendieron, mientras aprenden un nuevo idioma.
Una forma efectiva emergente de medir la competencia de un hablante de herencia es la velocidad del habla. Un estudio de la reestructuración de género en el patrimonio ruso mostró que los hablantes de patrimonio se dividieron en dos grupos: los que mantuvieron el sistema de tres géneros y aquellos que reanalizaron radicalmente el sistema como un sistema de dos géneros. Los hablantes de herencia que volvieron a analizar el sistema de tres géneros como un sistema de dos géneros tenían una fuerte correlación con una tasa de habla más lenta. La correlación es directa: los hablantes de menor nivel de competencia tienen más dificultades para acceder a elementos léxicos; por lo tanto, su discurso se ralentiza.
Aunque se ha demostrado que la velocidad del habla es una forma efectiva de medir el nivel de competencia de los hablantes de herencia, algunos hablantes de herencia son reacios a producir cualquier idioma de herencia de ningún tipo. El dominio léxico es un método alternativo que también es efectivo para medir el dominio. En un estudio con hablantes rusos de herencia, hubo una fuerte correlación entre el conocimiento del hablante de elementos léxicos (medido utilizando una lista de palabras básicas de aproximadamente 200) y el control del hablante sobre el conocimiento gramatical, como el acuerdo, el marcado temporal y la incrustación.
Algunos hablantes de herencia estudian explícitamente el idioma para obtener un dominio adicional. Las trayectorias de aprendizaje de los hablantes de herencia son notablemente diferentes de las trayectorias de los estudiantes de segundo idioma con poca o ninguna exposición previa a un idioma de destino. Por ejemplo, los estudiantes de herencia típicamente muestran una ventaja fonológica sobre los estudiantes de segundo idioma tanto en la percepción como en la producción del idioma del patrimonio, incluso cuando su exposición al idioma del patrimonio se interrumpió muy temprano en la vida. Los hablantes de herencias también tienden a distinguir, en lugar de confundir, los sonidos fácilmente confundibles en el lenguaje heredado y el idioma dominante de manera más confiable que los aprendices de un segundo idioma. En morfosintaxis también, se ha encontrado que los hablantes de herencia son más nativos que los que aprenden un segundo idioma, aunque por lo general son significativamente diferentes de los hablantes nativos.
Muchos lingüistas estructuran este cambio en la adquisición del lenguaje heredado como "adquisición incompleta" o "desgaste". La "adquisición incompleta", definida por Montrul, es "el resultado de la adquisición del lenguaje que no se completa en la infancia". En esta adquisición incompleta, hay propiedades particulares del lenguaje que no fueron capaces de alcanzar los niveles de competencia apropiados para la edad después de que se haya introducido el idioma dominante. La atrición, tal como la define Montrul, es la pérdida de cierta propiedad de un idioma después de que uno ya lo haya dominado con precisión de nivel de hablante nativo. Estos dos casos de pérdida de lenguaje han sido utilizados por Montrul y muchos otros lingüistas para describir el cambio en la adquisición del lenguaje heredado. Sin embargo, este no es el único punto de vista de los lingüistas para describir la adquisición del lenguaje heredado. Un argumento en contra de la adquisición incompleta es que el input que reciben los hablantes de herencia es diferente de los monolingües (el aporte puede verse afectado por el desgaste intergeneracional, entre otros factores), por lo que la comparación de los hablantes de herencia contra los monolingües es débil. Este argumento de Pascual y Rothman afirma que la adquisición del lenguaje heredado no es, por lo tanto, incompleta, sino completa y simplemente diferente de la adquisición monolingüe de un idioma. Otro argumento argumenta a favor de un cambio de enfoque en el resultado de la adquisición incompleta de un idioma patrimonial al proceso de adquisición del lenguaje patrimonial. En este argumento, el factor crucial en los cambios en la adquisición del lenguaje patrimonial es la medida en que el hablante del patrimonio activa y procesa el lenguaje patrimonial. Este nuevo modelo, por lo tanto, se aleja de la adquisición del lenguaje que depende de la exposición al input del idioma y se mueve hacia la dependencia de la frecuencia de procesamiento para la producción y la comprensión del idioma heredado.
Algunos colegios y universidades ofrecen cursos preparados para hablantes de idiomas heredados. Por ejemplo, los estudiantes que crecen aprendiendo español en el hogar pueden inscribirse en un curso que desarrollará sus habilidades en español.

## Lecturas externas
- Fishman, Joshua A. (2001). «300-plus years of heritage language education in the United States».  En Peyton, J. K.; Ranard, D. A.; McGinnis, S., eds. Heritage Languages in America: Preserving a National Resource. McHenry, IL & Washington, DC: Delta Systems Co. & Center for Applied Linguistics. pp. 81-98.
- Valdés, Guadalupe (2000). «The teaching of heritage languages: An introduction for Slavic-teaching professionals».  En Kagan, Olga; Rifkin, Benjamin, eds. The Learning and Teaching of Slavic Languages and Cultures. Bloomington, IN: Slavica Publishers. pp. 375-403.
- Van Deusen-Scholl, Nelleke (2003). «Toward a definition of heritage language: Sociopolitical and pedagogical considerations». Journal of Language, Identity, and Education 2: 211-230. doi:10.1207/s15327701jlie0203_4.